# Сприня
Спри́ня —  село в Україні, в Самбірському районі Львівської області. Населення становить 377 осіб (2021). Орган місцевого самоврядування - Ралівська сільська громада.

## Історія
11-15 липня 1944 року неподалік Сприні, на межі з сусіднім селом Недільна під охороною відділів УПА відбулися Установчі збори Української Головної Визвольної Ради. На зборах був затверджений текст Присяги вояка УПА.

## Визначні місця
20 травня 2012 р. у с. Сприня почав діяти перший в Україні музей-криївка. Криївка виконана на кшталт тих, які використовувалися УПА. Музей розташовано на території дитячого спортивно-оздоровчого табору.
Церква св. Миколи. 1750.
Вперше згадується у 1555 р. У 1695 р. збудовано дерев’яну тризрубну триверху церкву. У 1750 р. на її місці зведена існуюча, теж дерев’яна, тризрубна, триверха церква з восьмериковим верхом з одним заломом, завершеним цибулястою банею над навою. У 2014р в храмі почала мироточити ікона "Не ридай мене мати", яка й надалі продовжує мироточити.

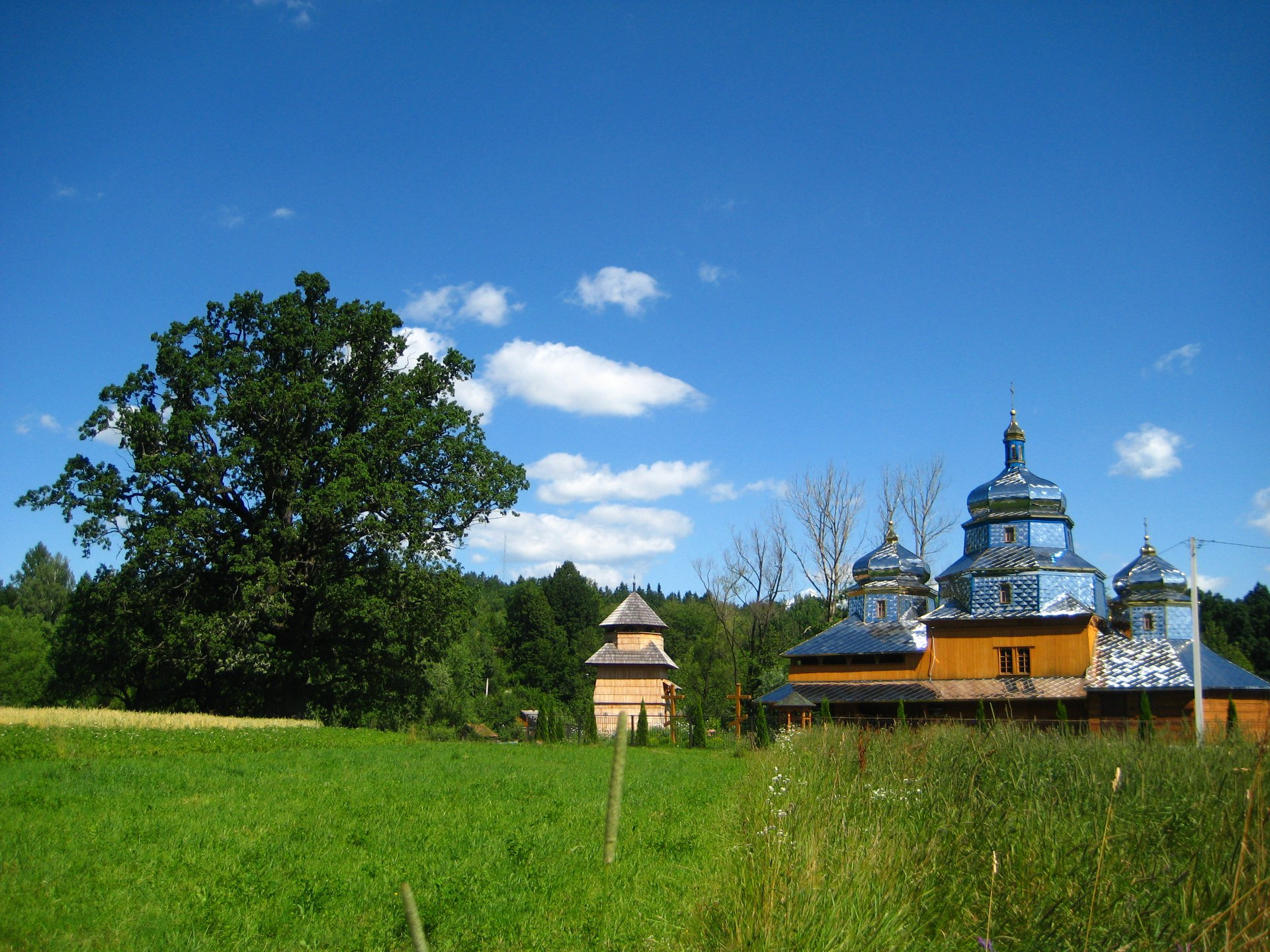
Церква св. Миколая (1750)

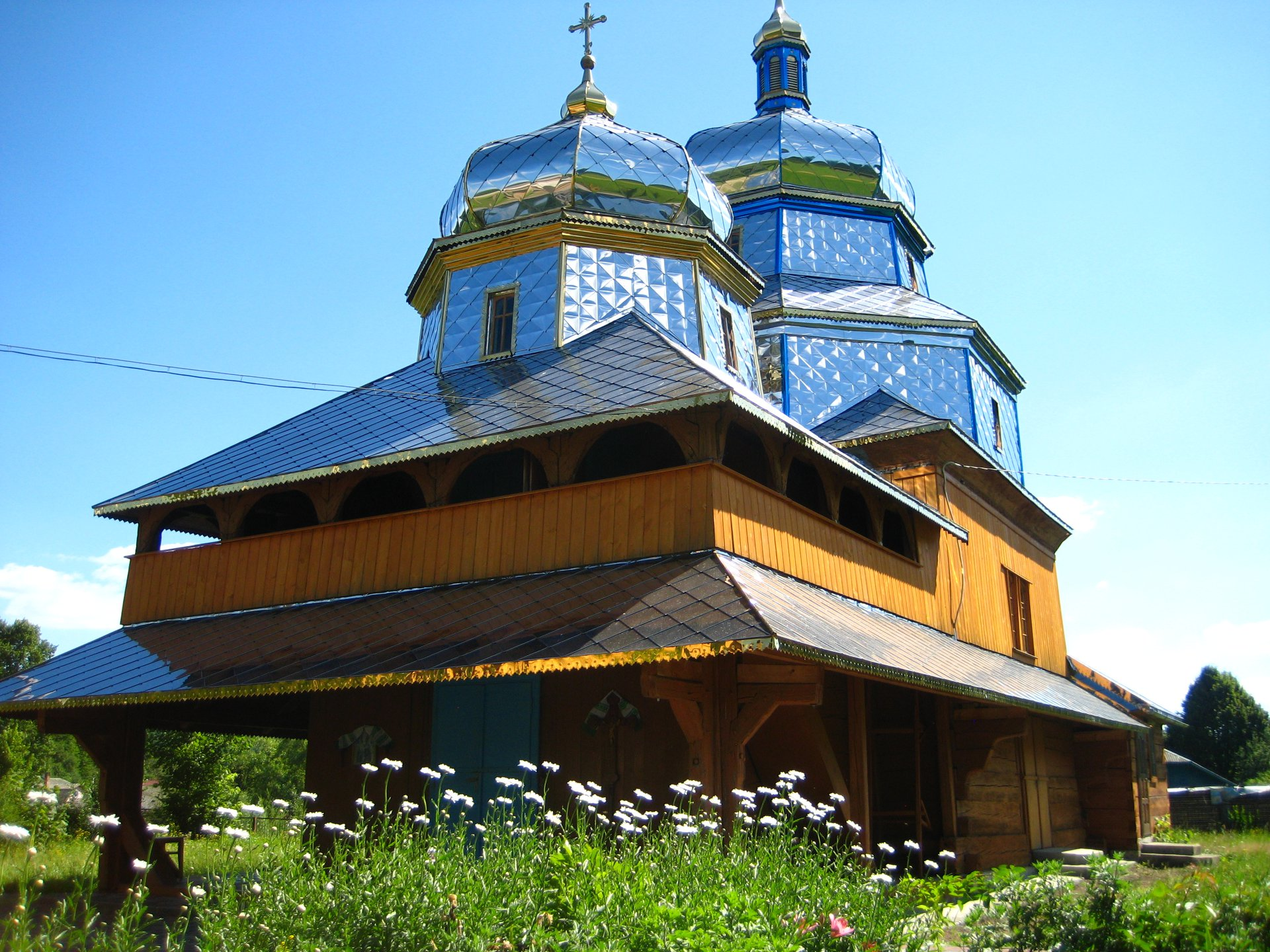
Церква святого Миколая

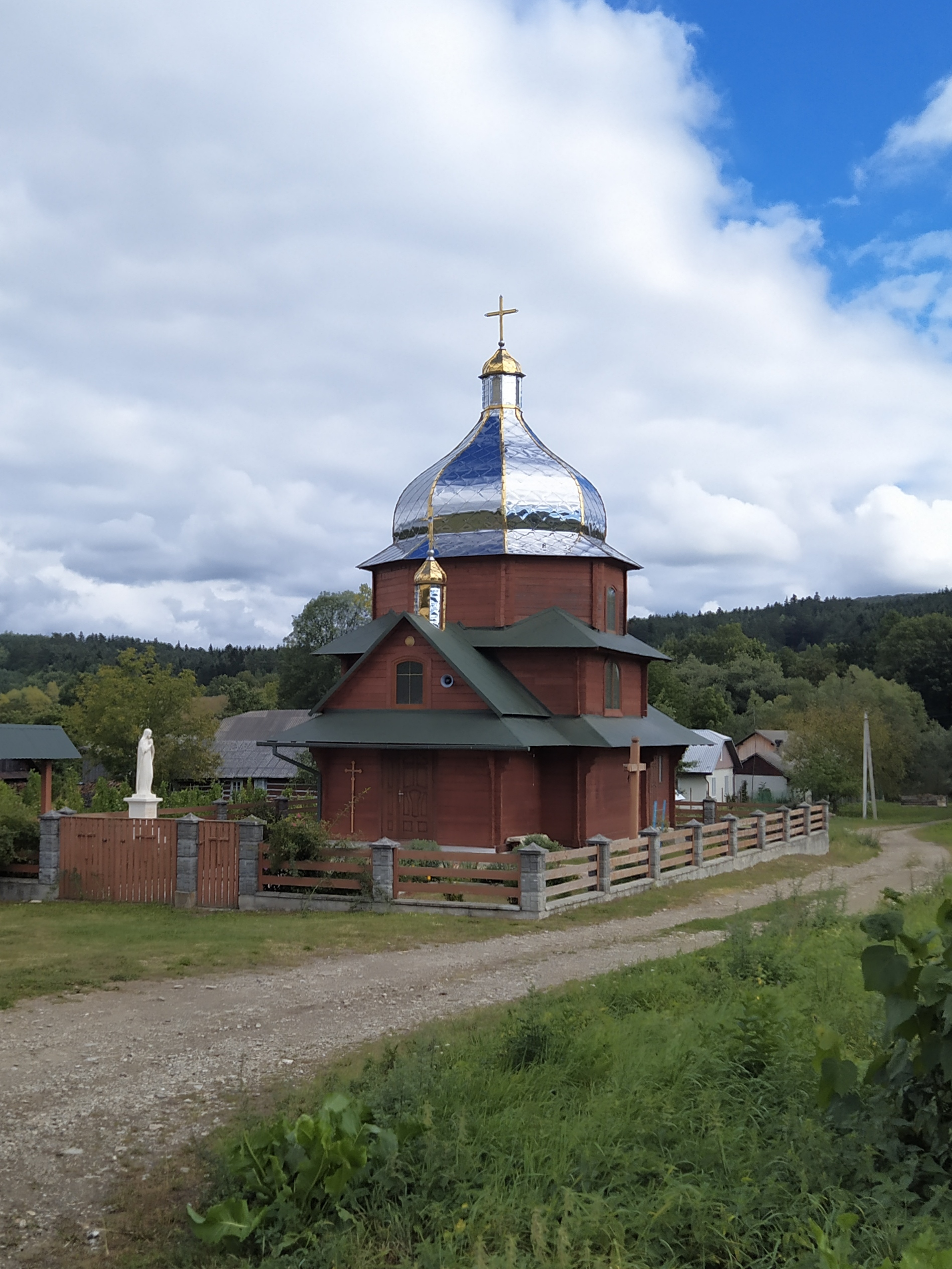
Церква Христа Чоловіколюбця